# Nicoletta (fumetto)
Nicoletta è una serie a fumetti umoristica pubblicata nella rivista settimanale per ragazzi Il Giornalino dal n. 41 del 18 ottobre 1981 al n. 8 del 23 febbraio 2003. Il fumetto è disegnato da Clod mentre i testi furono inizialmente scritti da Claudio Nizzi (con lo pseudonimo di Anna), sostituito dal n. 37 del 19 settembre 1982 da Paola Ferrarini (con lo pseudonimo di Lina). La serie, che fino al 1994 comparve quasi in ogni numero del settimanale, è composta da storie brevi (due o tre tavole) e solitamente autoconclusive con protagonista un'adolescente lombarda. Dal numero 16 del 22 aprile 2003 la serie fu sostituita da Dado & Cami, uno spin-off incentrato su due gemelli cugini di Nicoletta, spesso coprotagonisti delle storie.

## Personaggi e tematiche
Nicoletta Marchini è un'adolescente che frequenta una scuola superiore (probabilmente un liceo classico) e vive con la sua famiglia composta dal papà Riccardo, di professione caporeparto di ricambi per auto, la mamma Luisa, di professione impiegata per 15 anni (poi casalinga) e il fratello maggiore Francesco, detto Cesco e soprannominato "Il Rompi" da Nicoletta (a sua volta chiamata "Piaga" dal fratello). Con tono leggero e umoristico le storie trattano di temi della vita quotidiana, a casa con la famiglia, a scuola o con gli amici. Nicoletta è segretamente innamorata di Luca, migliore amico del fratello Francesco, ma non riuscirà mai a dichiararsi.
Spesso gli autori trattano e prendono posizione in alcuni tipici problemi sociali moderni. L'incontro di Nicoletta con Franky, ragazza punk che però è più pronta ad aiutare un uomo anziano scivolato sul marciapiede di altri passanti vestiti in modo borghese, è una chiara critica alla superficialità e al conformismo. Il problema della discriminazione viene trattato nell'episodio in cui una famiglia di colore trasloca nel palazzo dove abita Nicoletta: nonostante la diffidenza di tutti, la nuova famiglia riuscirà infine a farsi accettare. Un altro personaggio interessante in questo senso è Sandra, insegnante di lettere di Nicoletta: molto amata dai ragazzi per il suo metodo antiautoritario e alternativo, riesce a coinvolgere e interessare gli alunni molto meglio dei suoi colleghi che invece usano metodi più tradizionali. Non mancano temi ecologici e critici verso la mancanza di spazi per i bambini in città.
Altri personaggi della serie sono:
- i compagni di classe di Nicoletta (la rossa Tamara "Titti" Tardini, la modaiola del gruppo; la mora Maria Antonietta Mercedes Robioli, migliore amica di Nico; la castana Sonia "La grassona" Bariloni, tanto in carne quanto simpatica; il biondo Carlotti Plinio altrimenti noto come "il perfido Carlotti", che prende sempre in giro la protagonista; Demetrio "Demetrius" Silvestrazzi, il primo della classe appassionato di biologia e botanica; Antonello Antonelli detto "Antobello", appassionato di calcio; Salvatore Calò, di origine siciliana; Giampiero De Angelis, detto "il Giampi", è di famiglia ricca e un grande appassionato di design d'interni; Laura Felicetti, chitarrista romantica e sognatrice; Mirellina Gargiulo, quasi sempre impegnata ad occuparsi degli otto fratelli e sorelle minori);
- il preside della scuola, autoritario, molto critico nei riguardi di Sandra (salvo poi invaghirsi di lei);
- i nonni paterni, Underico e Ermenegilda (da cui Nicoletta prende il secondo nome), che vivono in una casa di montagna, dove Nicoletta si reca per le vacanze; (prima apparizione nel numero 41 de "Il Giornalino" del 16 ottobre 1983)
- Ernesto e Ada, zii di Nicoletta e genitori di Dado e Cami (prima apparizione nel numero 48 de "Il Giornalino" del 6 dicembre 1981);
- Stefano, zio paterno di Nicoletta (prima apparizione nel numero 11 de "Il Giornalino" dell'11 marzo 1982);
- Corrado "Dado" e Camilla "Cami", cugini gemelli di Nicoletta (apparsi nel primo episodio del numero 41 del 18 ottobre 1981);
- la signora Armenia, vicina di casa anziana e compassata (prima apparizione "Il Giornalino", numero 15 dell'11 aprile 1982);
- il professor Tavolozza, l'insegnante di educazione artistica (prima apparizione: "Il Giornalino", numero 5 del 3 febbraio 1983);
- zia Isotta, una parente della famiglia di Nicoletta. Appassionata di storie, sui discendenti del passato (prima apparizione: "Il Giornalino", numero 15 dell'10 aprile 1983);
- il venditore ambulante Eilefas Kerim (nelle ultime puntate).